# Kurt Czurda
Kurt Czurda (* 4. Juni 1940 in Bregenz; † 16. Februar 2023) war ein österreichischer Geologe und Hochschullehrer.

## Werdegang
Czurda studierte Geologie an der Universität Innsbruck, wo er 1970 zum Dr. phil. promoviert wurde. Nach einem Promotionsstudium wurde er 1979 an der Technischen Universität Budapest zum Dr. Ing. (Bauingenieurwesen) promoviert. 1979 wurde er an der Universität Innsbruck in Allgemeiner und Angewandter Geologie habilitiert. Von 1985 bis zu seinem Ruhestand 2005 war Czurda ordentlicher Professor für Angewandte Geologie (Ingenieurgeologie) an der Universität Karlsruhe.
Anfang 1991 gründete er in Karlsruhe das Ingenieurbüro ICP Ingenieurgesellschaft Prof. Czurda und Partner.

## Veröffentlichungen
- Sedimentationszyklen aus dem Nor der Klostertaler Alpen (Nördliche Kalkalpen, Vorarlberg). Berichte des naturwissenschaftlichen-medizinischen Verein Innsbruck 58, 1970, S. 465–482 (zobodat.at [PDF; 864 kB]).
- Das Plattenkalk-Niveau als Übergangsfazies, aufgezeigt am Beispiel der Klostertaler Alpen. Verhandlungen der Geologischen Bundesanstalt 1970, S. 549–550 (zobodat.at [PDF; 265 kB]).
- Fazies und Stratigraphie obertriadischer Megalodontenvorkommen der westlichen Nördlichen Kalkalpen. Verhandlungen der Geologischen Bundesanstalt 1973, S. 397–409 (zobodat.at [PDF; 612 kB]).
- Standsicherheit von Böschungen: mikrotexturelle und petrologische Faktoren. Geol.-Paläontol. Mitt. Innsbruck 008, 1978, S. 289–316 (zobodat.at [PDF; 1,5 MB]).
- Sedimentologische Analyse und Ablagerungsmodell der miozänen Kohlenmulden der oberösterreichischen Molasse. Jahrbuch der Kaiserlich-Königlichen Geologischen Reichsanstalt 121, 1978, S. 123–154 (zobodat.at [PDF; 1,8 MB]).
- Die rohstoffmäßige Verwertbarkeit der Mur- und Hangschuttmassen im Klostertal, Montafon und Walgau (Vorarlberg). Archiv Lagerstättenforsch. Geol. Bundesanstalt 2, 1982, S. 23–29 (zobodat.at [PDF; 891 kB]).
- mit Sandor Bertha, Walter Flörl, Sosip Horvacki: Tongesteine und Tone Nordtirols. Ihre paläogeographische Stellung und Rohstoffeignung. Geol.-Paläontol. Mitt. Innsbruck 012, 1982, S. 269–296 (zobodat.at [PDF; 1,5 MB]).
- Die Splitteignung der Gesteine im Klostertal, Montafon und Walgau (Vorarlberg). Archiv Lagerstättenforsch. Geol. Bundesanstalt 3, 1983, S. 23–30 (zobodat.at [PDF; 1 MB]).
- mit Gerold Ginther: Quellverhalten der Molassemergel im Pfänderstock bei Bregenz, Österreich. Austrian Journal of Earth Sciences 76, 1983, S. 141–160 (zobodat.at [PDF; 1,3 MB]).
- mit Sandor Bertha: Verbreitung und rohstoffmäßige Eignung von Tonen und Tongesteinen in Nordtirol. Archiv Lagerstättenforsch. Geol. Bundesanstalt 5, 1984, S. 15–84 (zobodat.at [PDF; 1,3 MB]).
- mit Jean-Frank Wagner: Radionuklidsorption an tertiären Tonen. Austrian Journal of Earth Sciences 83, 1990, S. 215–227 (zobodat.at [PDF; 909 kB]).
- mit Wie Xiang: Einfluß des Kationenaustausches auf die Hydratation und Dehydratation von Tonmineralen. Geol.-Paläontol. Mitt. Innsbruck 020, 1995, S. 107–119 (zobodat.at [PDF; 1,4 MB]).
- mit Michael Ruff, Wolf Kassebeer: Die Geologie in der Umgebung von Schoppernau (Vorarlberg, Österreich) und ihre Bedeutung bei der Entstehung von Hangbewegungen. Vorarlberger Naturschau - Forschen und Entdecken 11, 2002, S. 59–72 (zobodat.at [PDF; 3,3 MB]).
- mit Michael Ruff, Georg Hils: Massenbewegungen im Hochtannberggebiet - Geologie, Ursachen, Beispiele. Vorarlberger Naturschau - Forschen und Entdecken 12, 2003, S. 31–52 (zobodat.at [PDF; 552 kB]).
- mit Michael Ruff, Markus Kühn: Gefährdungsanalyse für Hangbewegungen. Vorarlberger Naturschau - Forschen und Entdecken 18, 2005, S. 5–96 (zobodat.at [PDF; 3,8 MB]).
- Encapsulation parameters in waste deposit technology: geologic barriers and liner systems. Geo.Alp 003, 2006, S. 207–214 (zobodat.at [PDF; 577 kB]).